# 硬头青竹
硬头青竹（学名：Phyllostachys veitchiana）为禾本科刚竹属下的一个种。

## 扩展阅读
- 維基物種上的相關：硬头青竹